# Turmhügel Thundorf
Der Turmhügel Thundorf ist eine abgegangene mittelalterliche Turmhügelburg (Motte) unmittelbar südöstlich der Wallfahrtskirche Maria Himmelfahrt und St. Quirinus in Thundorf, einem heutigen Stadtteil von Osterhofen im Landkreis Deggendorf in Bayern. Die Anlage wird als Bodendenkmal unter der Aktennummer D-2-7244-0039 im Bayernatlas als „untertägige mittelalterliche und frühneuzeitliche Befunde im Bereich der ehem. Niederaltaicher Ministerialienburg sowie des Kirchhofes und der Kath. Pfarrkirche Mariä Himmelfahrt in Thundorf“ geführt.

## Beschreibung
Die Anlage befindet sich unmittelbar südwestlich der Pfarrkirche Mariä Himmelfahrt am nordwestlichen Ufer des Russengrabens. Sie war im 12. Jahrhundert vermutlich der Sitz eines Ministerialengeschlechts der Grafen von Bogen. 
Wie aus dem Urkataster von Bayern ersichtlich, befand sich hier ein Herrensitz, der von einem Ringgraben umgeben war. Heute ist noch ein künstlich leicht erhöhter Mittelteil erkennbar, der von einer ringförmigen breiten Senke als Rest des früheren Wassergrabens umzogen wird. Der Turmhügel der ehemaligen Mottenanlage ist modern überbaut.